# Östern
Östern är en sjö i Karlskoga kommun i Värmland och ingår i Göta älvs huvudavrinningsområde. Sjön är 16 meter djup, har en yta på 0,029 kvadratkilometer och befinner sig 144 meter över havet.